# Colus stimpsoni
Colus stimpsoni is een slakkensoort uit de familie van de Buccinidae. De wetenschappelijke naam van de soort is voor het eerst geldig gepubliceerd in 1868 door Mörch.